# Tony Curtis (Schriftsteller, 1946)
Tony Curtis (* 1946 in Carmarthen, Carmarthenshire) ist ein walisischer Schriftsteller.

## Leben
Curtis besuchte zunächst die Carmarthen Grammar School und die Greenhill School in Tenby. Es folgte ein Anglistik-Studium am University College of Wales in Swansea und am Goddard College in Plainfield in Vermont (USA). Nachdem er fünf Jahre in England als Lehrer gearbeitet hatte, kehrte er nach Wales zurück. In den 1980er Jahren war er Dozent für Englisch und kreatives Schreiben am Polytechnic of Wales in Pontypridd.
Ab 1976 gehörte er zur Leitung der Academi Gymreig, 1984 übernahm er dort die Leitung der Sektion Englisch. Er gab die Zeitschrift Madog heraus.
Tony Curtis gewann mehrere Preise. 1972 erhielt er den Eric Gregory Award. 1974 folgte der Welsh Arts Council Young Poets Prize, 1980 und 1981 der Stroud Festival Poetry Prize. Im Jahr 1984 gewann er die National Poetry Competition.

## Werke (Auswahl)
- Walk Down a Welsh Wind, Gedichte, 1972
- Home Movies, Gedichte, 1973
- Album, Gedichte, 1974
- Out of the Dark Wood, Kurzgeschichten, 1977
- Carnival, Gedichte, 1978
- Preparations, Gedichte, 1980
- The Art of Seamus Heaney, Essays, 1982 (Herausgeber)
- Letting Go, Gedichte, 1983
- Dannie Abse, literaturkritische Arbeit, 1985
- Selected Poems 1970-1985, Gedichte 1986
- Wales: The Imagined Nation. Essays in Cultural and National Identity, 1986 (Herausgeber)